# Pigés (ort i Grekland, Epirus)
Pigés är en ort i Grekland.   Den ligger i prefekturen Nomós Ártas och regionen Epirus, i den centrala delen av landet, 250 km nordväst om huvudstaden Aten. Pigés ligger 848 meter över havet och antalet invånare är 153.
Terrängen runt Pigés är bergig åt nordost, men åt sydväst är den kuperad. Runt Pigés är det glesbefolkat, med 9 invånare per kvadratkilometer. Närmaste större samhälle är Raptópoulon, 17,4 km söder om Pigés. 